# Jean-Christophe Filliâtre
Pour les articles homonymes, voir Filiâtre.
Jean-Christophe Filliâtre est un informaticien français, directeur de recherche au CNRS travaillant au sein du Laboratoire Méthodes Formelles. Il est spécialisé dans le domaine de la vérification déductive de programmes. Il enseigne à l'École normale supérieure ainsi qu'à l'École polytechnique.

## Biographie
Jean-Christophe Filliâtre a été admis comme élève à l'École normale supérieure (Paris) en 1992 où il a étudié l'informatique. Il a effectué sa thèse de 1995 à 1999 sous la direction de Christine Paulin-Mohring sur la vérification de programmes impératifs dans le système Rocq. Après sa thèse, il a notamment travaillé sur l'architecture et l'isolation d'un noyau du système Rocq. Il est, depuis 2001, le concepteur et l'un des principaux développeurs de l'outil Why3 dédié à la vérification déductive de programmes,.

## Prix et distinctions
- prix ACM SIGPLAN Programming Languages Software, pour le projet Rocq, Association for Computing Machinery, 2013.
- prix ACM Software System, pour le projet Rocq, Association for Computing Machinery, 2013[3].
- prix CAV, pour ses contributions au domaine de la vérification déductive, Computer Aided Verification, 2019[4].

## Publications
- Sylvain Conchon et Jean-Christophe Filliâtre, Apprendre à programmer avec OCaml. Algorithmes et structures de données., Éditions Eyrolles, septembre 2014 (ISBN 978-2-212-13678-4, présentation en ligne).
- Benjamin Wack, Sylvain Conchon, Judicaël Courant, Marc de Falco, Gilles Dowek, Jean-Christophe Filliâtre et Stéphane Gonnord, Informatique pour tous en classes préparatoires aux grandes écoles : Manuel d'algorithmique et programmation structurée avec Python., Éditions Eyrolles, août 2013 (ISBN 978-2-212-13700-2, présentation en ligne).
- Thibaut Balabonski, Sylvain Conchon, Jean-Christophe Filliâtre et Kim Nguyễn, Numérique et Sciences Informatiques, 30 leçons avec exercices corrigés. Première., Éditions Ellipses, août 2019, 528 p. (ISBN 9782340033641, présentation en ligne).
- Thibaut Balabonski, Sylvain Conchon, Jean-Christophe Filliâtre et Kim Nguyễn, Numérique et Sciences Informatiques, 24 leçons avec exercices corrigés. Terminale., Éditions Ellipses, juillet 2020, 528 p. (ISBN 9782340038554, présentation en ligne).
- Thibaut Balabonski, Sylvain Conchon, Jean-Christophe Filliâtre, Kim Nguyễn et Laurent Sartre, Informatique - MP2I/MPI - CPGE 1re et 2e années - Cours et exercices corrigés., Éditions Ellipses, septembre 2022, 1116 p. (ISBN 9782340070349, présentation en ligne).